# Abastas
Abastas de Campos es una localidad española de la provincia de Palencia (comunidad autónoma de Castilla y León). Pertenece al municipio de Valle del Retortillo. Hijo de esta localidad es el Ilustre Académico de la Institución Tello Téllez de Meneses (Academia Palentina de Historia, Letras y Bellas Artes) don Carlos Porro Fernández, autor de numerosos trabajos sobre la tradición palentina.  

## Geografía
Localidad de Tierra de Campos, en el suroeste de la provincia.

## Historia

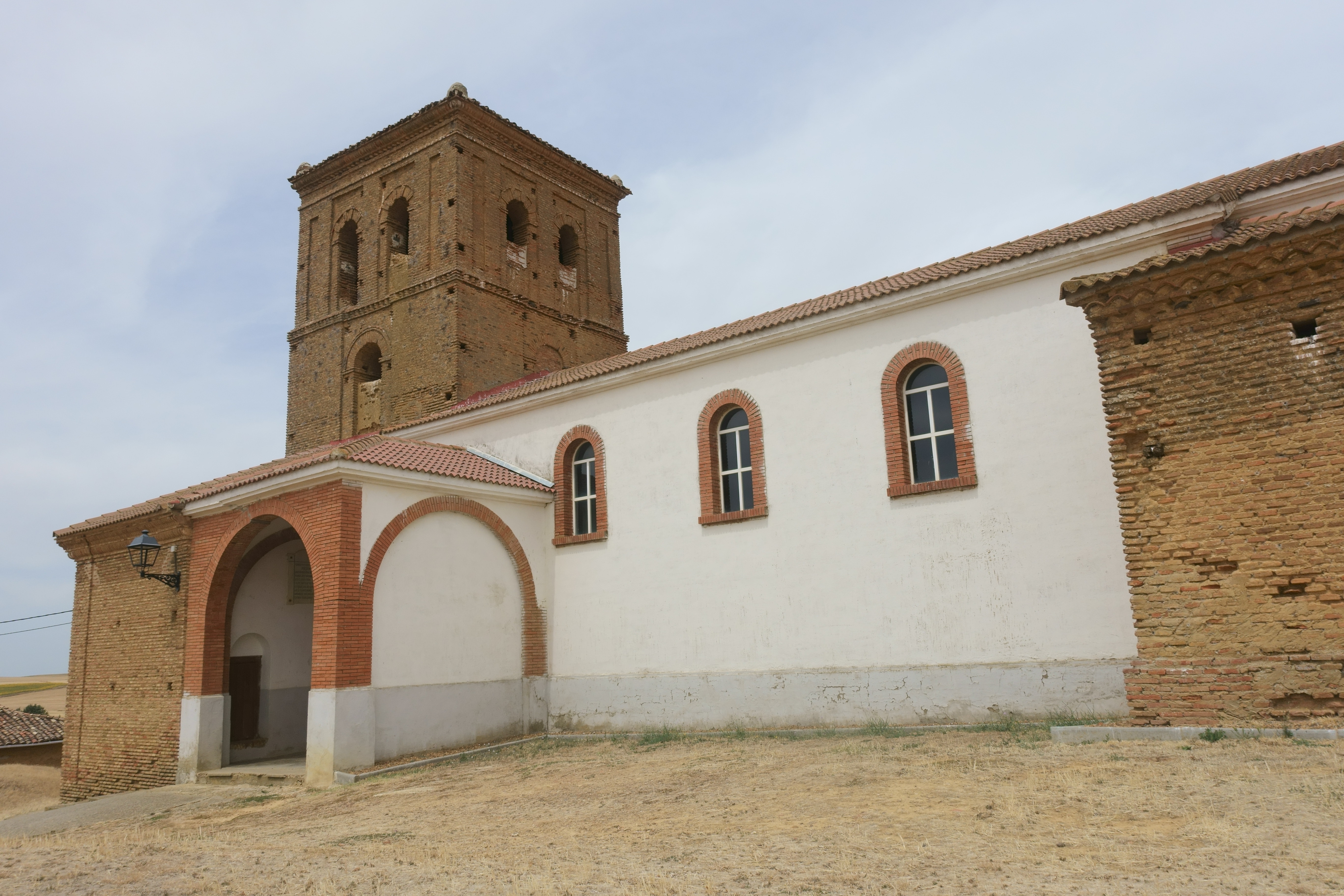
Iglesia de Santiago Apóstol

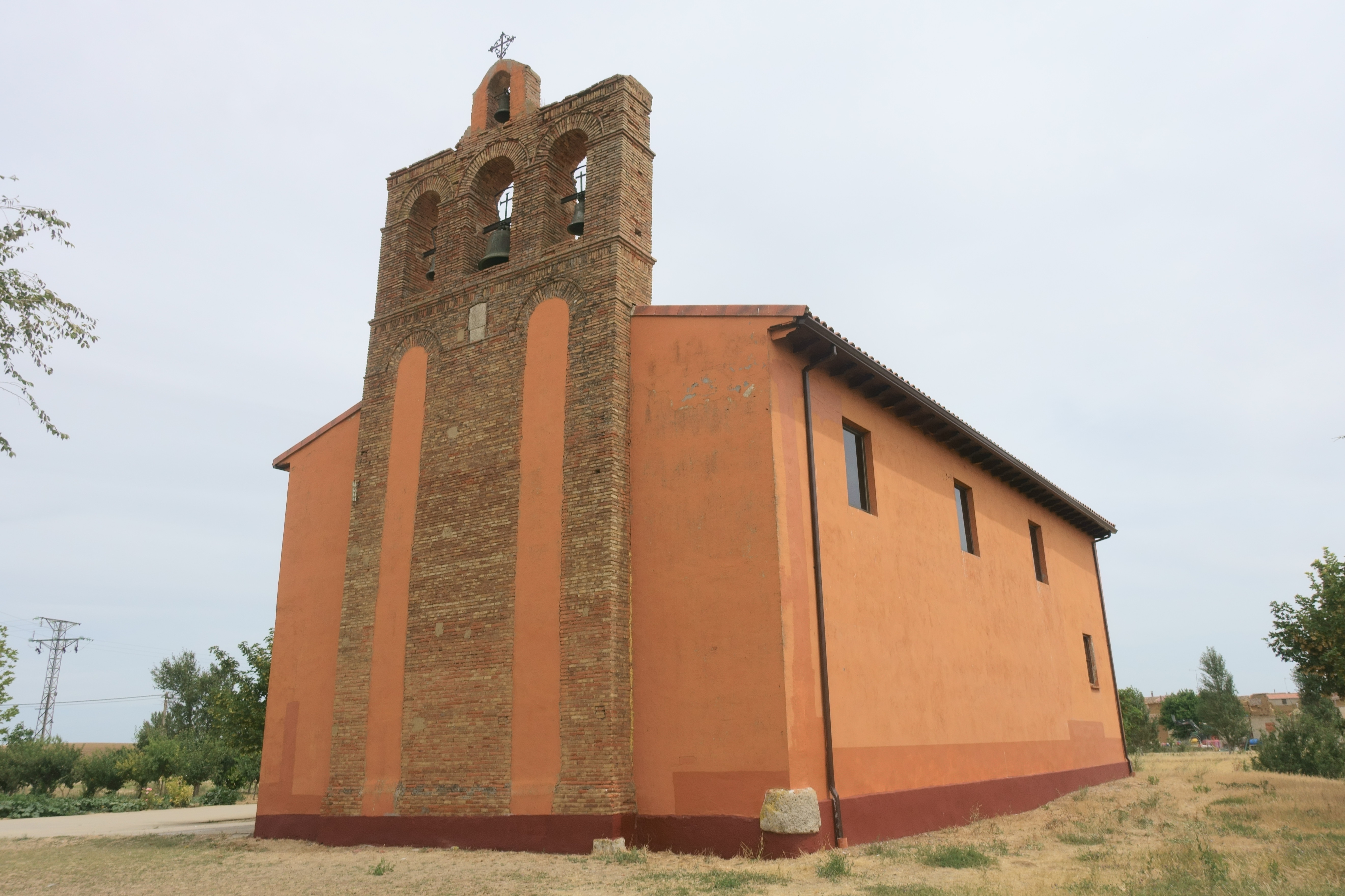
Ermita Virgen de Mediavilla

A la caída del Antiguo Régimen la localidad se constituye en municipio constitucional, en el partido de Frechilla. En el censo de 1842 contaba con 40 hogares y 208 vecinos. Posteriormente anexiona el municipio de Abastillas y en la década de 1970 queda integrado en  Valle de Retortillo. Contaba entonces con 58 hogares y 170 habitantes de derecho, 166 de hecho.

## Geografía humana

### Demografía
| Gráfica de evolución demográfica de Abastas entre 1842 y 1970 |
| |
| Población de derecho según los censos de población del INE Población de hecho según los censos de población del INEEntre el censo de 1857 y el anterior, crece el término del municipio porque incorpora a 345000 (Abastillas) Entre el censo de 1981 y el anterior, este municipio desaparece porque se agrupa en el municipio 34902 (Valle del Retortillo) |

Evolución de la población en el siglo XXI
| Gráfica de evolución demográfica de Abastas entre 2000 y 2020      |
|                                                                    |
| Población de derecho (2000-2020) según el padrón municipal del INE |

## Patrimonio
- Iglesia de Santiago.

Construcción en  ladrillo  del siglo XVII, con retablos barrocos en lado de Epístola y Evangelio y el retablo mayor del Presbiterio, del siglo XVIII. Sufrió un incendio a mediados del siglo XX.
- Ermita de Mediavilla.

Recientemente restaurada, en 2009.
- Palomares de Tierra de Campos.

De propiedad privada.
- Bodegas.